# 固接專線
IPLC是"International Private Leased Circuit" 的缩写，即“国际私用出租线路”，也称作固接專線（簡稱專線）是用来连接两个地区的对称电信线路。与传统的PSTN不同，专线没有一个电话号码，专线的两端建立的是永久的连接。专线可以被应用在电话、数据和網際網路服务。
在英国，专线一般的速率有64k, 128k, 256k, 512k, 2M (E1)，这些数率以X.21的形式提供给用户。更高的速率由其他的接口提供。
在美国，专线一般以T1线路，基于56k和64k的时分多路复用的方法提供。这样的好处是多路的逻辑线路可以在一条物理线路上实现传输，并且比较能够简单的升级。但是用户必须管理自己的网络终端设备——信道服务单元或数据服务单元（CSU/DSU）。
在其他地区，专线一般是DDN、E1等，用于互连两点之间的通信并且跨国跨境。 （页面存档备份，存于）
专线一般指基于电路交换的永久连接的数据服务，基于各种原因，现在专线数据传输业务逐渐被基于分组交换的DSL技术和城域以太网所替代。

## 特点
1.用户按需要租用带宽，并独享租用带宽。
2.传输速率选择范围大(128k, 256k, 512kN*64K-2Mbps, 45M, 155M64k, 2M (E1))。 （页面存档备份，存于）
3.支持语音、数据、图像、传真、视频等综合信息的传输。
4.承担大数据量的安全、稳定、高速、低误码率传送。
5.为客户与遍布世界各地的分支机构之间架起直通的点对点连接。